# 貝爾 XR-15
Bell XR-15/XH-15(公司編號 Model 54)是一款由貝爾直升機公司研製的通用直升機，以滿足美國陸軍和美國空軍對通用直升機的需求。

## 發展
Model 54是一款傳統的吊艙式四座直升機，配有輪式固定三輪起落架。美國陸軍航空軍於1946年2月訂購三架XR-15。XR-15於1948年交付，並在交付前重新編號XH-15。該機於同年3月首飛，但並未獲得美國空軍的青睞，該項目隨後於1950年取消。

## 型號
XR-15
3架用於軍事評估的Model 54
XH-15
XR-15在交付前，空軍重新給予的編號

### 書籍
- Andrade, John. . Midland Counties Publications. 1979. ISBN 0-904597-22-9.